# Andrei Zelevinsky
Andrei Zelevinsky (Moscou, 30 de janeiro de 1953 — Boston, 10 de abril de 2013) foi um matemático estadunidense nascido na Rússia.
Introduziu a classificação de Bernstein–Zelevinsky de representações de grupos p-aditivos e álgebra Cluster.